# Euryopis venutissima
Euryopis venutissima là một loài nhện trong họ Theridiidae.
Loài này thuộc chi Euryopis. Euryopis venutissima được Lodovico di Caporiacco miêu tả năm 1934.